# Molineux Stadium

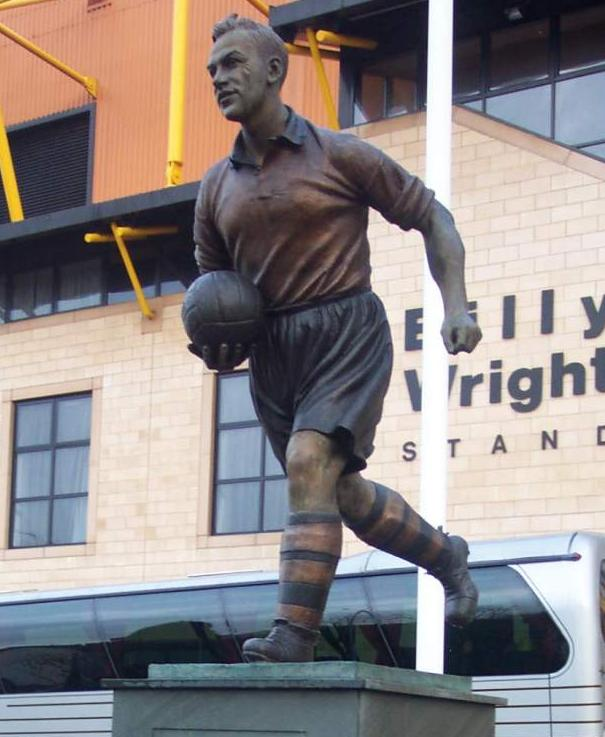
Socha Billyho Wrighta u stadionu Molineux

Molineux Stadium je domácím stadionem fotbalového klubu Wolverhampton Wanderers od roku 1889. Nachází se v městě Wolverhampton, ve West Midlands v Anglii. Byl to jeden z prvních britských stadionů, kde byla hrací plocha uměle osvětlena. Konaly se zde i jedny z prvních evropských klubových zápasů, a to již v padesátých letech 20. století.
Po rekonstrukci na počátku 90. let, která stála několik milionů liber, byl Molineux jedním z největších a nejmodernějších stadionů v Anglii. Na stadionu se odehrály zápasy anglické reprezentace do 21 let a anglické seniorské reprezentace, stejně tak i první finále poháru UEFA v roce 1972.
Molineux má maximální kapacitu 32 050 míst k sezení; v minulosti, když byl stadion převážně ke stání, byla ale daleko vyšší. Rekordní účast, 61 315 diváků, stadion zaznamenal v zápase proti Liverpoolu v roce 1939.
V roce 2010 byly oznámeny plány přestavby v hodnotě 40 milionů liber a propojení tří stran stadionu za účelem zvýšení kapacity na 38 000 míst. První fáze tohoto projektu byla dokončena v roce 2012. Další dvě fáze byly odloženy, protože klub upřednostňoval financování mládežnické akademie. Zatím neuskutečněné plány na dlouhodobější přestavbu stadionu, by mohly navýšit kapacitu až na 50 000.

## Stadion
Stadion se nachází několik set metrů severně od centra Wolverhamptonu. Skládá se ze čtyř částí: tribuny Steva Bulla (dříve tribuna Johna Irelanda), tribuny Sira Jacka Haywarda (dříve tribuna Jacka Harrise), tribuny Stana Cullise a tribuny Billyho Wrighta. U stadionu se nachází sochy Billyho Wrighta a Stana Cullise a 14. června 2018 byla také odhalena socha sira Jacka Haywarda.
Celková kapacita stadionu je přibližně 32 000 míst. Ten byl rozsáhle přestavěn v návaznosti na vydání tzv. Taylorovy zprávy, která vyžaduje, aby všechny britské fotbalové stadiony poskytovaly místo k sezení všem účastníkům, a to po tragédii na stadiónu Hillsborough.
Před přestavbou se na stadion vešlo více než 60 000 diváků; rekordní oficiální účast na zápase je 61 315 v zápase FA Cupu proti Liverpoolu 11. února 1939.
Molineux hostil i čtyři zápasy anglické reprezentace. Prvním utkáním byl zápas proti Irsku dne 7. března 1891, které skončilo vítězstvím Angličanů 6:1. 14. února 1903 zde Anglie znovu porazila Irsko, tentokrát 4:0, a následně, 5. února 1936, podlehla Walesu 1:2. Poslední reprezentační zápas na Molineux se zde odehrál 5. prosince 1956 v rámci kvalifikace na Mistrovství světa 1958 proti Dánsku (prohra 2:5). Anglická reprezentace do 21 let odehrála na Molineux také čtyři zápasy, a to v letech 1996, 2008, 2014 a 2018.
Dne 24. června 2003 na Molineux vystoupila skupina Bon Jovi před 34 000 lidmi.
Až do května 2011 měl Molineux kapacitu 29 400. Tribuna Stana Cullise (5500 míst) byla však zbořena kvůli přestavbě; dočasná kapacita se tak snížila na 23 670. Spodní patro nové tribuny North Bank (s kapacitou 4 000) bylo otevřeno v září 2011 při druhém domácím zápasu týmu v sezóně a zvýšilo kapacitu stadionu na 27 670. Horní patro nové tribuny (3 700 míst) bylo dokončeno na začátku sezóny 2012/13, čímž se celková kapacita stadionu zvýšila na 31 700.
Po sestupu z nejvyšší soutěže v roce 2012 byl Jihozápadní roh stadionu na šest let uzavřen, dokud se tým nedostal o 6 let později zpátky do Premier League.

## Historie

### Počátky
Stadion je pojmenován po Benjaminu Molineuxovi, úspěšném místním obchodníkovi, který v roce 1744 koupil pozemek, na kterém byl stadion později postaven. Pozemek odkoupil v roce 1860 O.E. McGregor, který zde postavil zábavní centrum Park Molineux Grounds.
Pozemky byly prodány Northamptonskému pivovaru v roce 1889, který jej pronajal fotbalovému celku Wolverhampton Wanderers, který předtím hrával na Dudley Road. První ligový zápas byl zde odehrán 7. září 1889; vítězství 2:0 nad Notts County sledovalo přes 4 000 lidí.
Wolves koupili pozemek až v roce 1923 za 5 607 liber (odpovídá asi 300 000 liber roku 2018). Nedlouho poté proběhla výstavba hlavní tribuny Waterloo Road (podle návrhu Archibalda Leitcheho). V roce 1932 byla postavena také nová tribuna u ulice Molineux Street. Stadion měl tehdy čtyři tribuny, které zůstaly nepozměněné dalších padesát let. Tribuna South Bank byla jednou z největších zabrankových tribun v celé Británii.
Wolverhampton se stal jedním z prvních klubů v Británii, který měl na svém stadiónu světlomety; ty byly na Molineux instalovány v roce 1953. Vůbec první osvětlený zápas se odehrál 30. září 1953, když Wolves zvítězili 3:1 proti národnímu týmu Jihoafrické republiky. Díky přidání světlometů se na stadionu odehrály řady přátelských zápasů proti týmům z celého světa. Před vytvořením Poháru mistrů evropských zemí a jiných mezinárodních klubových soutěží byly tyto zápasy vysoce prestižní; zápasy často vysílala i BBC. Nová sada světlometů byla později instalována v roce 1957 za cenu 25 000 liber (asi 600 000 liber roku 2018), když se klub připravoval na pořádání prvních zápasů PMEZ.

### Další přestavba a úpadek
V roce 1958 byly odhaleny plány na přestavbu stadionu, ty ale klubová rada odmítla a na stadionu nedošlo k žádným větším změnám po dobu dalších 20 let.
Tribuna Molineux Street nesplnila standardy zákona o bezpečnosti sportovních areálů z roku 1975. Klub se pustil do výstavby nové tribuny, navržené architekty Atherdenem a Rutterem, která měla kapacitu 9 348 míst. Tato nová tribuna, pojmenovaná po Johnu Irelandu (tehdejším prezidentu klubu), byla otevřena 25. srpna 1979 při zápasu First Division proti Ipswich Town.
Tribuna Johna Irelanda (přejmenována na tribunu Steva Bulla v roce 2003), dokončená v roce 1979, stála 2,5 milionu liber (asi 14 000 000 liber roku 2018). Náklady na stavbu tribuny uvrhly klub do vysokých dluhů. Tým se těsně vyhnuli likvidaci v roce 1982, kdy je však odkoupila firma, v jejímž čele stál bývalý hráč klubu Derek Dougan.

V roce 1986, když klub sestoupil do Football League Fourth Division, byly tribuny Johna Irelanda a South Bank jedinými používanými částmi stadionu poté, co nové bezpečnostní zákony, zavedené po požáru na stadionu Bradfordu City, vynutily uzavření tribun North Bank a Waterloo Road.

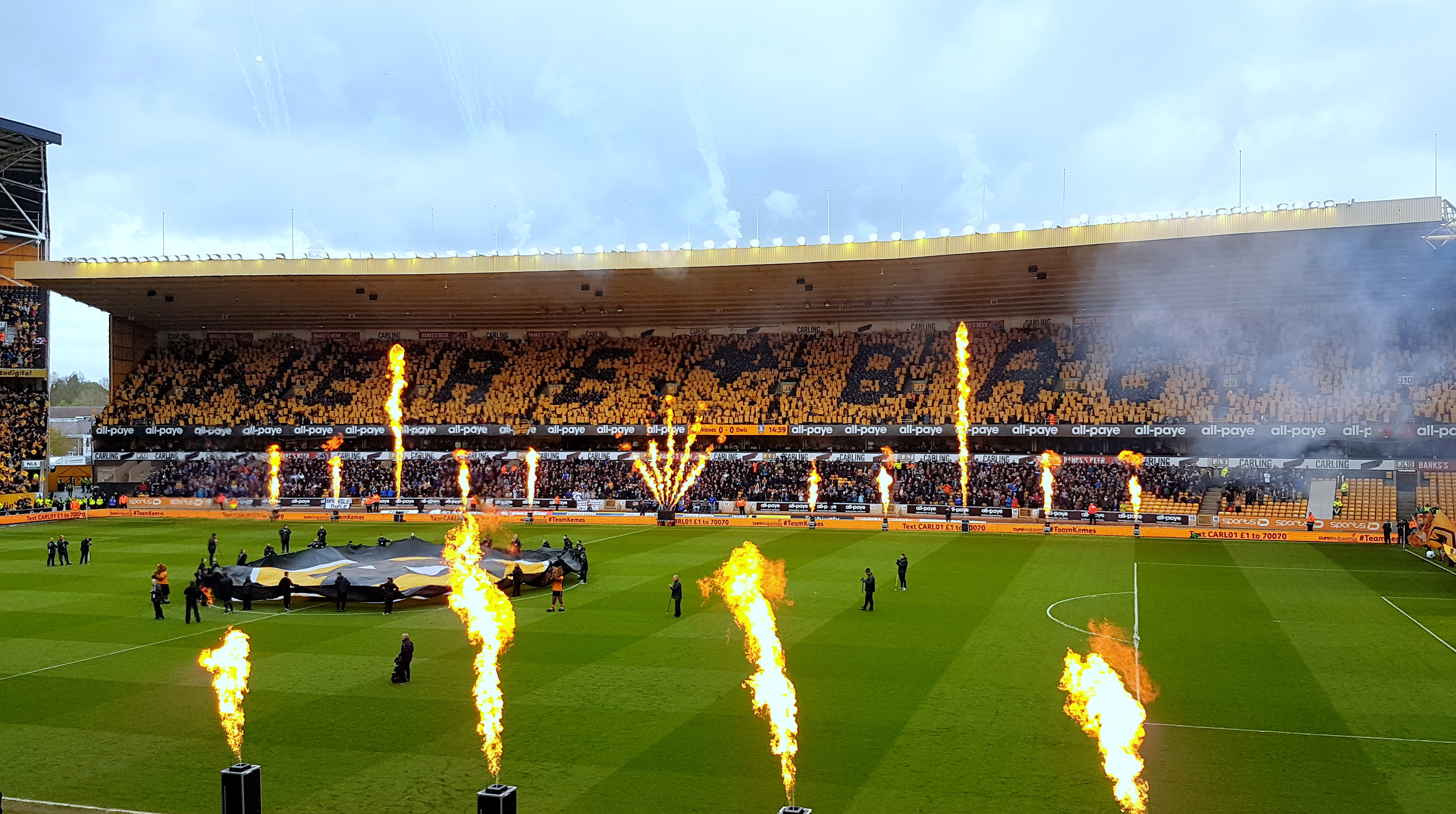
Tribuna Steva Bulla (28. duben 2018)

Nepříznivá finanční situace klubu znamenala, že stadion chátral a klub byl bez financí na opravu, či na přesun stadionu. Klub byl zachráněn v srpnu 1986, kdy město Wolverhampton odkoupilo pozemek za 1 120 000 liber (asi 3 000 000 liber roku 2018).

### Dnešní stadion
Převzetí klubu a stadionu Sirem Jackem Haywardem v roce 1990 umožnilo přestavbu. Tribuna North Bank (na stání) byla zbořena v říjnu 1991 a nová tribuna Stana Cullise byla dokončena před sezónou 1992/93. Dále následovala demolice tribuny Waterloo Road a otevření nové tribuny Billyho Wrighta v srpnu 1993. Poslední fáze přestavby přišla v prosinci 1993, kdy na místě tribuny South Bank byla otevřena nová tribuna Jacka Harrise. Nově zrekonstruovaný stadion byl slavnostně otevřen 7. prosince 1993 v přátelském utkání s maďarským týmem Honvéd Budapešť.
V roce 2003 byla tribuna Johna Irelanda přejmenována na tribunu Steva Bulla (nejlepší střelec v historii klubu). V srpnu 2015 byla tribuna Jacka Harrise přejmenována na tribunu sira Jacka Haywarda, na počest bývalého majitele klubu, který dříve toho roku zemřel.
Rekordní návštěvnost stadionu v jeho aktuální konfiguraci je 31 746, čehož bylo dosaženo v zápase proti Liverpoolu 23. ledna 2020 v Premier League.

## Aktuální přestavba

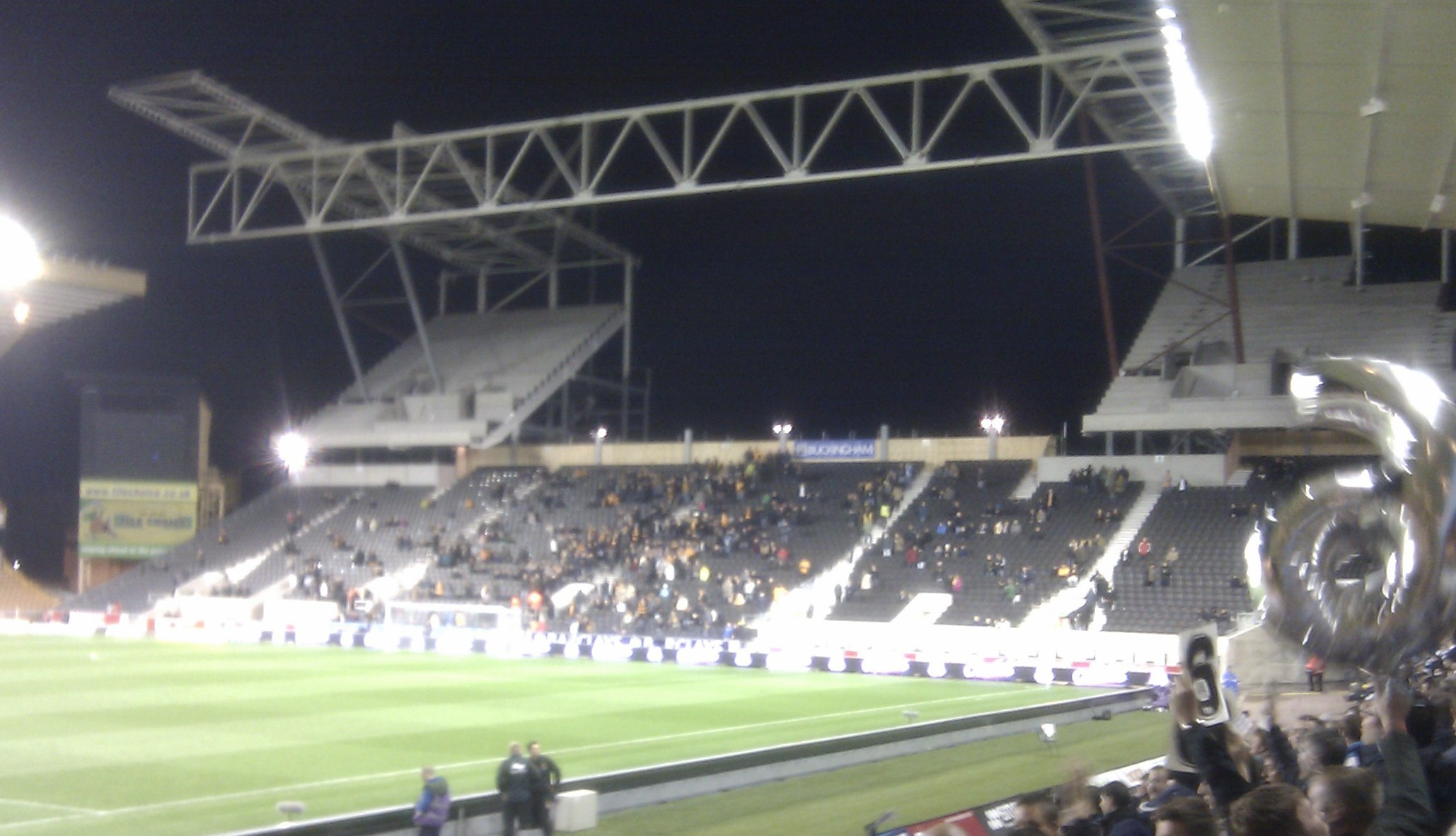
Částečně postavená tribuna Stana Cullise v říjnu 2011

V květnu 2010 byly oznámeny plány na další přestavbu za několik milionů liber s cílem rozšířit kapacitu stadionu. Žádost o stavební povolení byla podána v září 2010, a byla udělena o tři měsíce později.
Fáze 1 tohoto procesu byla potvrzena v únoru 2011, a byla zahájena 23. května 2011 demolicí tribuny Stana Cullise. Na jejím místě se měla postavit nová dvoupatrová tribuna (7 798 míst).
Tato fáze byla finančně pokryta dodavateli z Buckingham Group. V září 2011 bylo přízemní patro otevřeno, což zvýšilo dočasnou kapacitu stadionu na 27 828. Tribuna byla zcela otevřena 11. srpna 2012 při úvodním utkání sezóny 2012/13; nová oficiální kapacita stadionu byla opět navýšena, tentokrát na 31 700.
Fáze 2 je plánovaná přestavba tribuny Steva Bulla po dobu dvou sezón. Práce měly být původně zahájeny v létě 2012, ale byly odloženy na dobu neurčitou. V lednu 2013 majitel klubu Steve Morgan uvedl, že klub upřednostní přestavbu svých akademických zařízení před stadionem. Na konci této fáze přestavby by kapacita stadionu měla dosáhnout okolo 36 000.
Cílem Fáze 3 je výstavba třetího patra na tribuně sira Jacka Haywarda, která ji propojí s novou tribunou Steva Bulla. To by zvýšilo kapacitu až na 38 000 míst.
Fáze 4 je předběžný plán na úplnou přestavbu tribuny Billyho Wrighta, který by zvýšil kapacitu stadionu až na 50 000. Pro tuto fázi zatím nebylo požádáno o stavební povolení a zůstává tak pouze teoretickým plánem pro budoucnost.